# مایکل الفیک
مایکل الفیک (انگلیسی: Michael Elphick؛ ‏ ۱۹ سپتامبر ۱۹۴۶ – ۷ سپتامبر ۲۰۰۲) یک هنرپیشه اهل بریتانیا بود.
از فیلم‌ها یا برنامه‌های تلویزیونی که وی در آن نقش داشته است، می‌توان به مرد فیل‌نما، عنصر جنایت، نخستین سرقت بزرگ قطار، دادگاه جزا، آزمون سخت برای اثبات بی‌گناهی و آکسبریج بلوز اشاره کرد.